# Workingman’s Death
Workingman’s Death ist ein Dokumentarfilm von Michael Glawogger aus dem Jahr 2005. Er zeigt fünf Beispiele körperlicher Schwerstarbeit unter extremen Bedingungen an verschiedenen Orten der Erde.

## Inhalt
Der Film ist in fünf Episoden unterteilt, die in der Ukraine, Indonesien, Nigeria, Pakistan und China spielen, und es werden mehrere verschiedene Sprachen gesprochen: Pashto, Yoruba, Deutsch, Englisch, Igbo, Bahasa Indonesia, Mandarin und Russisch.
Die erste Episode mit dem Titel „Helden“ zeigt Arbeiter im ostukrainischen Donbass-Kohlerevier, die in illegalen Minen unter Lebensgefahr Kohle für den Eigenbedarf abbauen, sowie kurze Einblicke in ihr familiäres Umfeld. Außerdem bekommt man eine Hochzeit zu sehen. Bei dieser wird das Denkmal des dort berühmten Minenarbeiters Alexei Stachanow mit Blumensträußen geehrt.
In der zweiten Episode „Geister“ begibt sich der Film nach Indonesien, wo Arbeiter am noch aktiven Vulkan Ijen im Osten der Insel Java Schwefel fördern und die schwere Last an von Touristen bevölkerten Bergpässen entlang schleppen.
In der dritten Episode, „Löwen“, bekommt man einen Freiluft-Schlachthof in der nigerianischen Hafenstadt Port Harcourt zu sehen. Diese Episode bietet einen Einblick in eine Welt aus blutigem Handwerk und giftigem Rauch.
Die vierte Episode zeigt Schweißer, die fernab ihrer Familien in der Nähe von Gadani in Pakistan riesige ausgemusterte Frachtschiffe aus aller Welt zwecks Schiffsrecyclings auseinandernehmen. Der Titel „Brüder“ bezieht sich auf die solidarische Beziehung, die sich zwischen den Männern bei ihrer lebensbedrohlichen Arbeit entwickelt.
„Zukunft“ ist der Titel der letzten Episode, die Stahlarbeiter bei ihrer schweißtreibenden Arbeit in der nordostchinesischen Schwerindustrieregion Liaoning zeigt. Die Arbeiter äußern sich zufrieden über ihre Arbeit und stehen der Zukunft der aufstrebenden Volksrepublik China optimistisch gegenüber. Als Kontrast dazu werden chinesische Jugendliche interviewt, die ein altes Heldendenkmal für lustig und anachronistisch halten.
Der Film schließt mit einem kontrastierenden Epilog in Duisburg, wo ein ehemaliges Stahlwerk gezeigt wird, aus dem die Arbeiter bereits verschwunden sind und das sich mittlerweile zu einem von Jugendlichen bevölkerten Freizeitpark gewandelt hat.

## Auszeichnungen (Auswahl)
Die Kameraführung bei diesen sehr unterschiedlichen Schauplätzen war extrem fordernd und anspruchsvoll. Unter anderem für diese Meisterleistung erhielt Wolfgang Thaler 2009 den Marburger Kamerapreis.
- Europäischer Filmpreis 2005 Nominierung für Bester Dokumentarfilm
- Preis der FIPRESCI-Jury, Leipzig, 2005
- The Times bfi London Film Festival Grierson Award, 2005 (Bester Dokumentarfilm in Spielfilmlänge)
- Bester Dokumentarfilm auf dem Filmfestival „Goldene Aprikose“ 2006
- Preis Innovative Produktionsleistung auf dem Filmfestival Diagonale 2006
- Deutscher Filmpreis 2007 als bester Dokumentarfilm